# Corito
Corito es un sector de la ciudad de Cabimas en el estado Zulia (Venezuela). Pertenece a la parroquia Jorge Hernández. Su nombre es un diminutivo de Coro, capital del estado Falcón, debido a que fue fundado por una colonia de falconianos que emigraron a Cabimas al inicio de la explotación petrolera.

## Ubicación
Corito se encuentra entre los sectores Santa Clara al norte (carretera L), Los Postes Negros al este (calle los Postes Negros), R10 al sur (calle Altamira) y La Rosa al oeste (Av Intercomunal).

## Núcleo
Este populoso y viejo sector fue fundado por nativos del estado Falcón que se mudaron al inicio de la explotación petrolera en los años 20. Posee una pequeña plaza vista desde la avenida intercomunal llamada La Cruz de Mayo, cuentan que en tiempos de antaño se celebraban allí las fiestas de La Cruz en los meses de mayo siendo una de las más populares de la época en Cabimas. Corito posee actualmente servicios públicos, buenas calles y aceras, una escuela.

## Urbanismo y transportes
Las calles de Corito son estrechas y siguen la ruta de los pozos originales y los que aún producen. La línea Corito fue fundada en 1990 por lo que no tenía ubicación en el terminal de Cabimas, la misma línea construyó su terminal al lado del ya existente, y va desde el Centro Civíco, pasando por las Av Independencia, la Rosa, Lagoven, Hollywood, carretera K y calle Oriental antes de llegar al verdadero Corito.